# Ред ай
Ред ай (англ. Red eye, дословно — «красный глаз») — американский крепкий кофейный напиток, получаемый путём добавления эспрессо в обычный кофе, приготовленный при помощи фильтра.
Напиток имеет множество вариантов приготовления и названий.

## Варианты
Напиток может носить название «ред ай» (англ. red eye, дословно — «красный глаз»), «блэк ай» (англ. black eye, дословно — «чёрный глаз») или «дет ай» (англ. death eye, дословно — «мёртвый глаз») в зависимости от пропорций эспрессо и кофе из фильтра, а также крепости готового напитка.
Вариантом напитка является также «Канадиано» (англ. Canadiano), главный отличием которого является то, что при его изготовлении кофе из фильтра добавляется в эспрессо (а не наоборот, как в «ред ай»).

## Названия
- На Аляске данный напиток известен как «Sludge cup» («чашка шлама»)[2].
- На северо-западе США напиток подается под названием «Выстрел в темноте» (англ. shot in the dark)[3].
- В шахте Уайтмур он был известен как «Уэллард кофе»[источник не указан 2309 дней].
- В сети кофеен Coffee Bean данный напиток скрывается под названием «Турбо-регуляр»[источник не указан 2309 дней].